# Cratere Belinskij
Belinskij è un cratere d'impatto presente sulla superficie di Mercurio, a 77,09° di latitudine sud e 103,85° di longitudine ovest. Il suo diametro è pari a 70,67 km.
Il cratere è stato battezzato dall'Unione Astronomica Internazionale in onore del giornalista e critico letterario russo Vissarion Grigoryevich Belinskij, vissuto nel XIX secolo.